# Paratriathlon
Le paratriathlon est la pratique du triathlon pour les athlètes ayant un handicap physique. Il est pratiqué sur différentes distances et différentes modalités, individuel, relais handi, ou encore en relais mixte. En 2015, le sport est pratiqué dans 37 pays différents, et 27 d'entre eux organisent des championnats nationaux. Les séries mondiales de triathlon comprennent des épreuves de paratriathlon de 750 m en natation, du 20 km en cyclisme en utilisant vélos à main, bicyclettes, tricycles ou des vélos tandem avec un guide et un fauteuil roulant, et de 5 km de course à pied. Le paratriathlon devient sport paralympique à compter des Jeux paralympiques de 2016 à Rio de Janeiro, Brésil.

## Historique

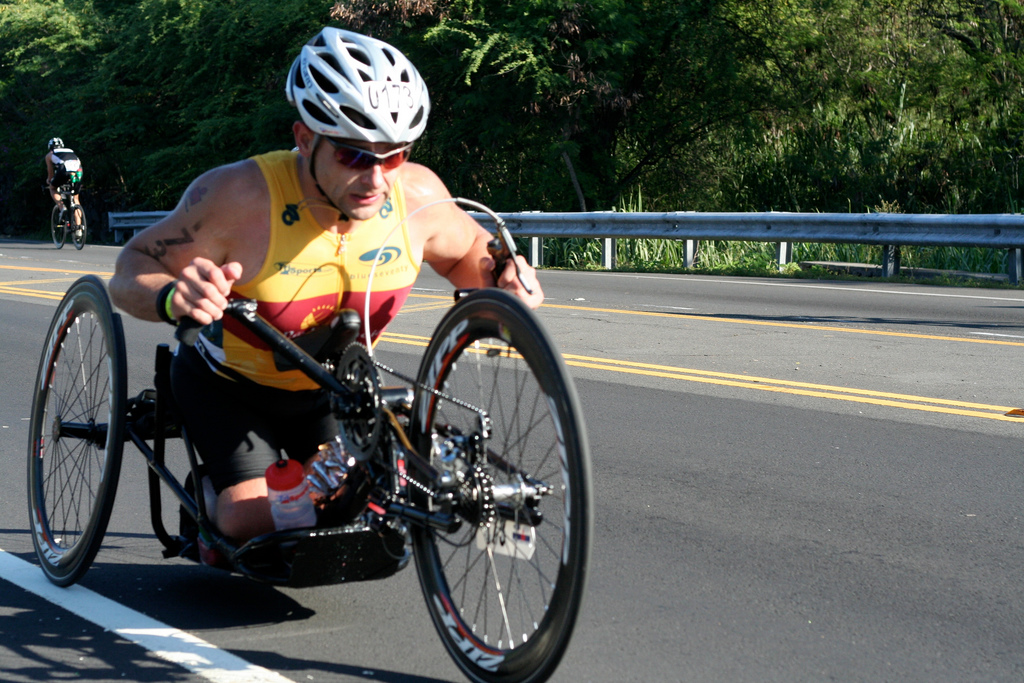
Paratriathlète sur Ironman de Kona (Hawaï) en 2007.

Le paratriathlon  est intégré au triathlon depuis sa création ou il est  largement inclus dans les épreuves pour sportifs valides, favorisant de la sorte l'intégration des sportifs et sportives handicapés au sein de la pratique de ce sport et des fédérations nationales et internationales. Cette intégration historique lui permet de profiter d'une plus large ouverture médiatique et de faire évoluer les pratiques et le nombre de pratiquants. En 2016, l’accès aux sports paralympiques, accélère  aussi la création d’événements et de compétitions dédiés aux paratriathlètes, à l'image des rencontres internationales de triathlon, même si la pratique générale reste l’inclusion des sportifs handisport hommes et femmes au sein de compétitions classiques.
Il existe des championnats du monde de paratriathlon soutenu par la fédération internationale depuis 1995 et la présence de triathlètes handicapés sur les compétitions de triathlon au plus haut niveau est effective depuis de nombreuses années. Parmi les plus célèbres on peut citer l'Australien John Maclean, qui en 1997 à l'aide d'un vélo adapté et d'un fauteuil roulant, devient le premier triathlète handicapé à franchir la ligne d'arrivée du championnat du monde d'Ironman à Kona (Hawaï) en 12 h 21 min 30 s ou encore  Jim MacLaren, Pat Griskus, Paul Martin et d'autres athlètes amputés qui participent au championnat du monde et deviennent des  finishers, résumant leur engagement d'une formule simple : « Un cœur, un but, une jambe. Pas de limite. » (« It is a simple formula. One heart. One goal. One legs. No limits »). Au fil des ans de nombreux autres les imiteront jusqu'à la reconnaissance par les instances paralympiques qui inscrivent ce sport aux jeux paralympiques de Rio de Janeiro (Brésil) en 2016. Après l’introduction aux Jeux olympiques de 2016, il intègre également les jeux continentaux. En 2018, une épreuve de paratriathlon est programmée dans la catégorie PT1 des Jeux du Commonwealth, qui se déroule à Gold Coast en Australie.
Le sport est régi au niveau international par World Triathlon (anciennement Fédération internationale de triathlon), fédération de référence pour le Comité international paralympique.
En France, la Fédération française de triathlon (FFTRI) a reçu délégation le 31 décembre 2016 du ministère des Sports pour organiser la pratique du paratriathlon.
En novembre 2022, la pratique connait une première internationale autour d'une épreuve en relais mixte. Cette première compétition se déroule à Abou Dabi, lors la grande finale des séries mondiales de triathlon 2022, en supplément de l'épreuve individuelle des championnats du monde de paratriathlon 2022.

## Complexité de mise en œuvre
La discipline regroupe des athlètes présentant des déficiences physiques très variées rendant la prise en charge médicale difficile. Cette hétérogénéité des atteintes rend indispensable une difficile classification des athlètes, chaque sportif devant être classifié avant chaque compétition afin de déterminer la catégorie dans laquelle il va concourir. Les handicaps pouvant être  évolutifs, le classement de l’athlète dans une catégorie l'est également. La diversité des atteintes complexifie également la prise en charge médicale, chaque athlète nécessitant un suivi particulier selon le handicap. Par exemple les sportifs amputés doivent trouver la prothèse la plus adaptée, il en va de même pour le choix du  vélo, pédales spéciales ou tandem pour les malvoyants. Dans tous les cas il ressort du médecin de l'épreuve de récuser un athlète s'il lui semble qu'un risque existe.

## Classification des handicaps

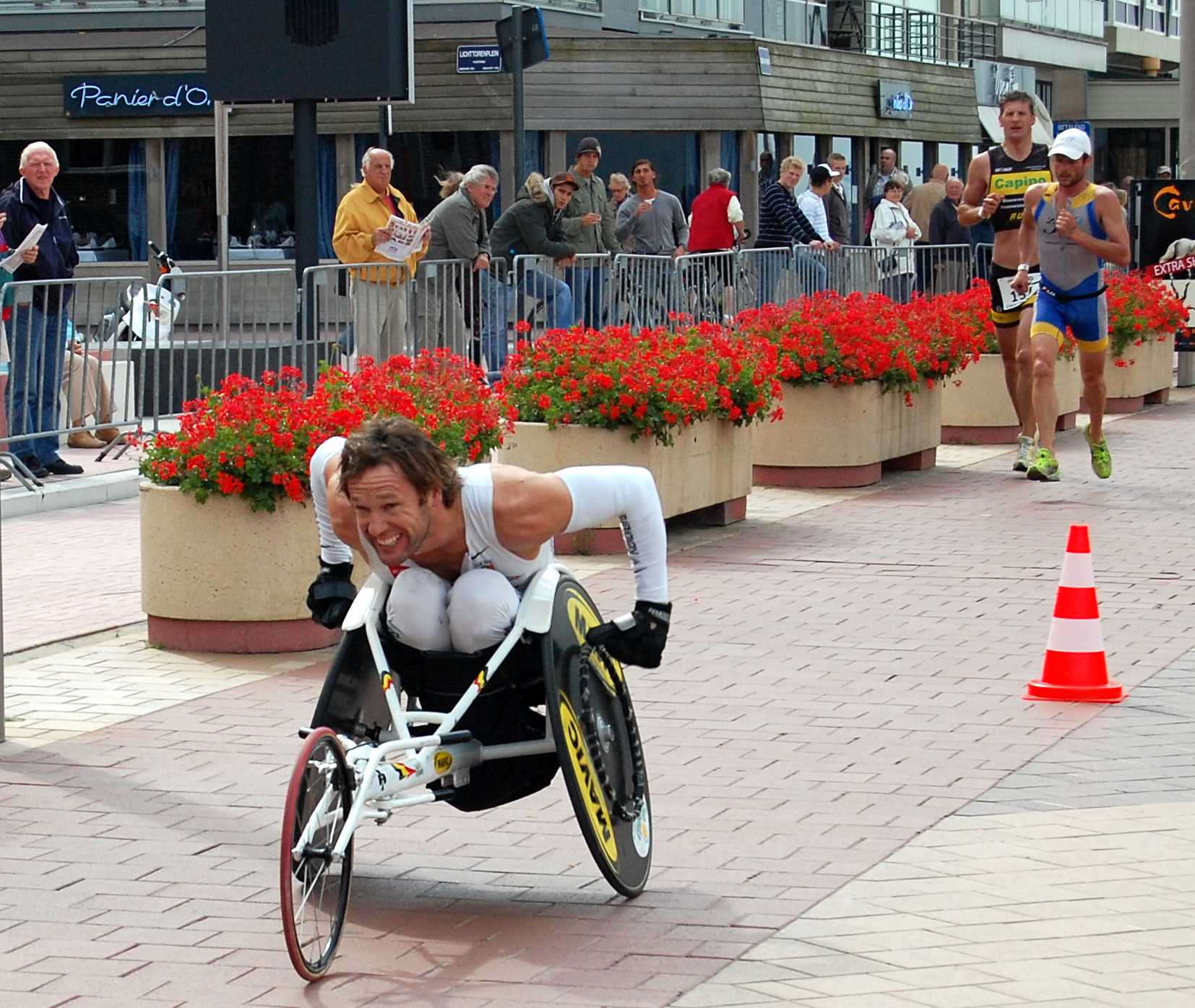
Marc Herremans 2008

### Historique de la classification
La classification a évolué avec le développement de la pratique du paratriathlon dans le cadre d’événements dédiés ou encore intégrés dans les séries mondiales ou continentales. En 2004 les paratriathlètes s'affrontent dans une unique catégorie portant le nom d'AWAD — Athlete Whith A Disability  —. À partir de 2006, les AWAD commencent à être catégorisés et sont classés selon leurs handicaps spécifiques. À compter de 2007 des catégorisations de PC1 à PC6 sont établies et servent pour les compétitions jusqu'en 2009 ou elles prennent après quelques affinement le nom de TR1 à TR6.

### Classification entre 2014 et 2017
À compter de 2014 en vue de l’intégration aux Jeux paralympiques, une nouvelle catégorisation plus restreinte voit le jour. La notion d'AWAD est abandonnée au profit de celle de paratriathlète et porte le nom de PT. Elle s’établit selon cinq catégories de PT1 à PT5. Elle est identique pour les hommes et les femmes.
Les cinq classes déterminées en 2014 par la Fédération internationale de triathlon sont:
| Catégorie         | Observations |
| Handicap physique | Handicap physique |
| ----------------- | --- |
| PT-1              | Ces athlètes utilisant un fauteuil roulant. paraplégiques, tétraplégiques et autres déficiences qui empêchent l'utilisation d'une jambe pédalant à vélo. Utilise un vélo à main sur les épreuves de vélo et un fauteuil roulant lors de l'épreuve de course. |
| PT-2              | Ces athlètes ayant une déficience sévère qui comprend l'amputation de la jambe au-dessus du genou. Utilise un vélo classique et cours avec des béquilles à l'aide de prothèses.                                                                              |
| PT-3              | Ces athlètes ayant la sclérose en plaques, la dystrophie musculaire, paralysie cérébrale, amputation des deux jambes ou une paralysie dans plusieurs membres. Utilise un vélo classique ou d'un tricycle et cours avec des attelles ou des prothèses.        |
| PT-4              | Ces athlètes ayant des bras déficients, y compris la paralysie, amputation ou autre déficience des deux bras. Utilise un vélo conventionnel et peut utiliser des prothèses ou des élingues sur le vélo et/ou lors de l'épreuve de course.                    |
| Handicap visuel   | |
| PT-5              | Ces athlètes ayant une déficience visuelle, l'acuité visuelle de moins de 6/60 ou un champ de moins de 40 degrés avec correction. Concours avec un guide du même sexe et utilise un tandem.                                                                  |

L'épreuve de paratriathlon est admise aux Jeux paralympiques de 2016 et se compose de 750 m en natation, 20 km à vélo, et 5 km en course à pied (distance S),.
Le nombre de catégories représentées est réduit à trois sur les cinq catégories existantes, avec une soixantaine de paratriathlètes qui se disputent dix-huit médailles olympiques. Les catégories sélectionnées pour ces premiers jeux sont PT1, PT2 et PT4 pour les hommes  et PT2, PT4 et PT5 pour les femmes.

### Classification à partir de 2017
À partir de 2017, une nouvelle catégorisation est adoptée par la Fédération internationale de triathlon. Cette classification met plus l'accent sur la gravité du handicap que sur sa spécificité. Elle se décompose en neuf catégories, deux catégories WC (pour wheelchair, fauteuil roulant), quatre catégories S (pour standing, debout) et trois catégories VI pour déficients visuels. Leurs intitulés identiques pour les hommes et les femmes est également modifiés et se définissent de la sorte,, :
| Catégorie         | Observations |
| Handicap physique | Handicap physique |
| ----------------- | --- |
| PTWC1             | L'athlète a une déficience au niveau des jambes et du torse. L'athlète utilise un vélo à main couché sur le parcours vélo et un fauteuil roulant de course sur le parcours course à pied. L'athlète peut avoir un ou deux accompagnateurs pour le soutenir dans les phases de transition. |
| PTWC2             | L'athlète a une déficience uniquement au niveau des jambes. L'athlète utilise un vélo à main couché sur le parcours vélo et un fauteuil roulant de course sur le parcours course à pied. L'athlète peut avoir un ou deux accompagnateurs pour le soutenir dans les phases de transition. |
| PTS2              | L'athlète présente une perte ou une déficience d'un membre ou des deux jambes au-dessus du genou ou des difficultés modérées de mouvement sur l'ensemble du corps. La capacité de l'athlète à transmettre sa puissance de manière uniforme est affectée. Dans les parcours vélo et course à pied, l'athlète peut utiliser une prothèse approuvée ou autre dispositif de soutien qui le ralentiront pendant la transition.                                        |
| PTS3              | L'athlète souffre de handicaps significatifs. Dans les parcours vélo et course à pied, l'athlète peut utiliser une prothèse approuvée ou autres dispositifs de soutien qui le ralentiront pendant la transition. |
| PTS4              | L'athlète présente une déficience modérée d'un bras ou d'une jambe. Dans les parcours vélo et course à pied, l'athlète peut utiliser une prothèse approuvée ou autres dispositifs de soutien et est susceptible de présenter un déséquilibre et une asymétrie. L'athlète qui a deux bons bras obtient souvent un avantage dans le parcours natation, mais perd cet avantage sur les parcours vélo et course à pied, ou lorsqu'il met une prothèse en transition. |
| PTS5              | L'athlète souffre d'une légère déficience des bras ou des jambes. Ces athlètes ont le plus de puissance, de coordination et d'équilibre de tous les para-triathlètes. Dans le parcours vélo, l'athlète utilise un vélo conventionnel et peut avoir des adaptations ou des prothèses approuvées. Dans le parcours course à pied, l'athlète peut utiliser des prothèses approuvées ou autres dispositifs de soutien.                                               |
| Handicap visuel   | |
| PTVI1             | L'athlète est aveugle. Un guide est obligatoire pour l'épreuve. L'athlète est attaché pendant la natation et la course à pied. L'athlète utilise un tandem pour le parcours vélo. |
| PTVI2             | L'athlète a une très faible vision dans les deux yeux, soit dans la distance qu'il peut voir (acuité visuelle < 2/60 ; LogMAR 1,5-2,6 inclus) ou dans la largeur qu'ils peuvent voir (champ visuel < 10° de diamètre). Un guide est obligatoire pour l'épreuve. L'athlète est attaché pendant la natation et la course à pied. L'athlète utilise un tandem pour le parcours vélo.                                                                                |
| PTVI3             | L'athlète a une faible vision dans les deux yeux, mais une vision meilleure que l'athlète PTVI2. La vision est affectée soit dans la distance qu'il peut voir (acuité visuelle < 6/60 ; LogMAR 1-1,4 inclus) ou dans la largeur qu'il peut voir (champ visuel < 40° de diamètre). Un guide est obligatoire pour l'épreuve. L'athlète est attaché pendant la natation et la course à pied. L'athlète utilise un tandem pour le parcours vélo.                     |

## Sport paralympique
Discipline nouvelle aux Jeux paralympiques, l'épreuve se compose de 750 m en natation, 20 km à vélo, et de 5 km en course à pied (distance S),. Pour cette première participation aux Jeux paralympiques d'été de 2016 au Brésil, le nombre de catégories représentées est réduit à trois, avec une soixantaine de para-triathlètes qui se disputeront dix-huit médailles olympiques. Les catégories sélectionnées pour ces premiers jeux qui font du paratriathlon une discipline paralympique sont : PT1,PT2 et PT4 pour les hommes et PT2 PT4 et PT5 pour les femmes.

## Championnats internationaux
La fédération internationale organise depuis 1995 les championnats du monde de paratriathlon. Les fédérations continentales et nationales ont décliné ces compétitions dans des rencontres dédiées. La première compétition internationale dédiée eu lieu à Madère au Portugal, sur distance olympique (M). Le premier podium masculin fut entièrement français avec les triathlètes José Rodrigues, François Houdre et Jean-Michel Schillé. Les premières féminines furent les Canadiennes Chantal Givens et  Lorène Hatelt. En 2015, 27 pays de par le monde organisent des championnats nationaux de paratriathlon.